# Heinrich Strauß (Politiker, 1816)
Heinrich Strauß (* 14. Juni 1816 in Grebendorf im Werra-Meißner-Kreis; † 29. August 1887 ebenda) war ein deutscher Bürgermeister und Mitglied der Zweiten Kammer der kurhessischen Ständeversammlung.

## Leben
Heinrich Strauß war in seinem Heimatort Grebendorf als Bürgermeister tätig, als er 1852 ein Mandat für die Zweite Kammer der kurhessischen Ständeversammlung erhielt. Er wurde im Wahlkreis Eschwege (Land) als gemäßigt Liberaler in das Parlament gewählt, das nach den Unruhen im Jahre 1830 zum Zweck der Beratung und Verabschiedung einer Verfassung gebildet wurde und bis 1866 Bestand hatte, als das Land Hessen durch Preußen annektiert wurde.
1857 endete sein Amt.